# Iglesia luterana Sínodo de Misuri
La Iglesia Luterana-Sínodo de Misuri (LCMS), a menudo denominada simplemente Sínodo de Misuri, es una denominación evangélica luterana tradicional y confesional en los Estados Unidos. Con 1.8 millones de miembros, es el segundo cuerpo luterano más grande de los EE. UU., El mayor de ellos es la Iglesia Luterana Evangélica de los Estados Unidos. La LCMS se organizó en 1847 en una reunión en Chicago, Illinois, como el Sínodo Evangélico Luterano Alemán de Misuri, Ohio y otros estados (en alemán: Die Deutsche Evangelisch-Lutherische Synode von Missouri, Ohio y Staaten), un nombre que refleja las ubicaciones geográficas de las congregaciones fundadoras.

## Historia
El Sínodo de Misuri surgió de varias comunidades de inmigrantes luteranos alemanes durante las décadas de 1830 y 1840. En Indiana, Ohio y Míchigan, los alemanes aislados en los densos bosques de la frontera estadounidense fueron reunidos y atendidos por el misionero FCD Wyneken. Un movimiento de luteranos confesionales bajo Martin Stephan creó una comunidad en el condado de Perry, Misuri y San Louis, Misuri. En Míchigan y Ohio, los misioneros enviados por Wilhelm Löhe ministraron a congregaciones dispersas y fundaron comunidades luteranas alemanas en Frankenmuth, Míchigan, y en el Valle Saginaw de Míchigan.
En el reino alemán de Sajonia del siglo XIX, el pastor luterano Martin Stephan y muchos de sus seguidores se encontraron cada vez más en desacuerdo con el racionalismo, el ecumenismo cristiano y la perspectiva de un sindicalismo forzado de la iglesia luterana con la iglesia reformada.
En el vecino Reino de Prusia, la Unión Prusiana de 1817 implementó lo que ellos consideraban comunión no luterana y doctrina y práctica bautismal. Para practicar libremente su fe cristiana de acuerdo con las confesiones luteranas descritas en el Libro de Concordia, Stephan y entre 600 y 700 otros luteranos sajones partieron para los Estados Unidos en noviembre de 1838.
Sus barcos llegaron entre el 31 de diciembre de 1838 y el 20 de enero de 1839 en Nueva Orleans, con un barco perdido en el mar. La mayoría de los inmigrantes restantes se fueron casi de inmediato, con el primer grupo llegando a St. Louis el 19 de enero de 1839. El último grupo, liderado por Stephan, permaneció en Nueva Orleans durante diez días, posiblemente para esperar Los pasajeros de la nave perdida de Amalia. Los inmigrantes finalmente se establecieron en el condado de Perry, Misuri y en los alrededores de St. Louis. Stephan fue inicialmente el obispo del nuevo asentamiento, pero pronto se vio envuelto en cargos de corrupción y conducta sexual inapropiada con miembros de la congregación y fue expulsado del asentamiento, dejando a CFW Walther como el líder de la colonia.
Durante este período, hubo un considerable debate dentro del acuerdo sobre el estado apropiado de la iglesia en el Nuevo Mundo: si era una nueva iglesia o si permanecía dentro de la jerarquía luterana en Alemania. La opinión de Walther de que podían considerarse una nueva iglesia prevaleció.
A partir de 1841, el pastor de la parroquia en Neuendettelsau, Baviera, Wilhelm Löhe, inspirado por las solicitudes de ayuda a los inmigrantes alemanes en América del Norte, comenzó a solicitar fondos para el trabajo misionero entre ellos. También comenzó a entrenar a hombres para convertirse en pastores y maestros, enviando a sus primeros dos estudiantes, Adam Ernst y Georg Burger, a Estados Unidos el 5 de agosto de 1842. Löhe finalmente envió a más de 80 pastores y estudiantes de teología a Estados Unidos; estos pastores fundaron y sirvieron congregaciones en todo Ohio, Míchigan e Indiana.
Löhe también dirigió un esfuerzo temprano y en gran medida abortivo para enviar misioneros a convertir a los nativos americanos. En 1844 y 1845, solicitó a los colonos que formaran un asentamiento luterano alemán en Míchigan, con el pensamiento de que este asentamiento también serviría como base para la actividad misionera entre los nativos americanos. Los colonos abandonaron Alemania el 20 de abril de 1845, bajo la dirección del pastor August Crämer, y llegaron a Saginaw County, Míchigan, en agosto de ese año. Fundaron varias aldeas: Frankenmuth, Frankenlust, Frankentrost y Frankenhilf (ahora conocidas como Richville) —Y trabajó para convertir a los nativos americanos. Sin embargo, tuvieron un éxito limitado y las aldeas se convirtieron en asentamientos casi exclusivamente alemanes en pocos años.
Además de enviar pastores, estudiantes de teología y colonos a América, Löhe también jugó un papel fundamental en la formación del Seminario Teológico de Concordia, recaudando fondos para la nueva institución y enviando a once estudiantes de teología y un profesor de Alemania para ayudar a fundarla. El primer presidente del seminario, Wilhelm Sihler, también había sido enviado por Löhe a América varios años antes.
Fue debido al gran celo de Löhe y sus infatigables esfuerzos que el primer presidente de la LCMS, CFW Walther, dijo una vez de él: "Junto a Dios, es el pastor Loehe, a quien nuestro Sínodo está en deuda por su feliz comienzo y rápido crecimiento, en el que se regocija, bien puede honrarlo como su padre espiritual. Llenaría las páginas de todo un libro para relatar, aunque sea brevemente, lo que durante muchos años ha hecho este hombre, con un celo incansable en el más noble espíritu abnegado, por nuestra Iglesia Luterana y nuestro Sínodo en particular."
En 1844 y 1845, los tres grupos mencionados anteriormente (los sajones, los hombres Löhe, y Wyneken y uno de sus asistentes) comenzaron a discutir la posibilidad de formar un nuevo cuerpo confesional de la iglesia luterana. Como resultado de estas discusiones, los misioneros de Löhe y Wyneken y su asistente (FW Husmann) decidieron abandonar sus respectivos sínodos. Se llevaron a cabo dos reuniones de planificación en San Luis, Misuri y Fort Wayne, Indiana, en mayo y julio de 1846. Luego, el 26 de abril de 1847, doce pastores que representaban a catorce congregaciones luteranas alemanas se reunieron en Chicago, Illinois, y se fundaron oficialmente. El nuevo cuerpo de la iglesia, el Sínodo Evangélico Luterano Alemán de Misuri, Ohio y Otros Estados. Walther se convirtió en el primer presidente de la denominación en ciernes.
El sínodo fue rápidamente conocido por su conservadurismo y su autodecisa ortodoxia. La constitución del sínodo requería que todos los miembros (tanto pastores como congregaciones) prometieran fidelidad a todo el Libro de Concordia, rechazaran el sindicalismo y el sincretismo de todo tipo, usar solo libros doctrinales puros tanto en la iglesia como en la escuela, y proporcionar la educación cristiana de sus hijos. Entre otras cosas, estos requisitos significaron que la comunión con el altar y el púlpito generalmente se restringía a aquellas congregaciones y sínodos luteranos que estaban en completo acuerdo doctrinal con el Sínodo de Misuri.
El conservadurismo de la LCMS pronto lo llevó a un conflicto con otros sínodos luteranos, la mayoría de los cuales estaban experimentando con el llamado "luteranismo estadounidense". Además, la LCMS también se vio envuelta rápidamente en una disputa con el Sínodo de Buffalo y su líder, Johannes Andreas August Grabau, sobre la correcta comprensión de la Iglesia y el Ministerio. En unos pocos años, este conflicto llevó a una separación entre el Sínodo de Misuri y Löhe, ya que las opiniones de Löhe eran similares a las de Grabau.
A pesar de estos conflictos, el Sínodo de Misuri experimentó un crecimiento bastante rápido en sus primeros años, lo que llevó a la subdivisión del Sínodo en cuatro distritos en 1854. Este crecimiento se debió en gran parte a los esfuerzos del Sínodo, bajo el liderazgo de su segundo presidente, el FCD Wyneken. para cuidar a los inmigrantes alemanes, ayudarlos a encontrar un hogar entre otros alemanes, construir iglesias y escuelas parroquiales, y capacitar a pastores y maestros. El sínodo continuó estos esfuerzos de divulgación a lo largo del siglo XIX, convirtiéndose en el mayor cuerpo de la iglesia luterana en los Estados Unidos en 1888.  En el quincuagésimo aniversario del sínodo en 1897, había aumentado a 687,000 miembros.
Durante los primeros treinta años de su existencia, el Sínodo de Misuri se enfocó casi exclusivamente en satisfacer las necesidades espirituales de los luteranos de habla alemana, dejando el trabajo entre los luteranos de habla inglesa a otros sínodos, en particular los Sínodos de Tennessee y Ohio. En 1872, los miembros del Sínodo de Tennessee invitaron a representantes de los Sínodos de Misuri, Holston y Noruega a discutir la promoción del trabajo en inglés entre los luteranos más "americanizados", lo que dio lugar a la organización de la "Conferencia Evangélica Luterana Inglesa de Missouri". Esta conferencia se reorganizó en 1888 como un cuerpo eclesial independiente: "El Sínodo Evangélico Luterano Inglés de Missouri y Otros Estados", que luego se fusionó en la LCMS como el "Distrito Inglés" en 1911.En sus primeros veinte años, el Sínodo en inglés fundó dos universidades, organizó docenas de congregaciones y escuelas parroquiales, se hizo cargo de la publicación del "Testigo Luterano" (el periódico en idioma inglés de la LCMS) y publicó varios himnarios y otros libros.
El trabajo en inglés se hizo más generalizado en la LCMS durante las dos primeras décadas del siglo XX, y los miembros más antiguos del Sínodo continuaron hablando principalmente en alemán y los miembros más jóvenes pasaron cada vez más al inglés. Como ha explicado un académico, "La evidencia abrumadora de los documentos internos de estas iglesias [del Sínodo de Missouri], y en particular de sus escuelas... indica que la escuela germano-estadounidense era bilingüe (quizás una generación completa o más) antes que 1917, y que la mayoría de los alumnos pueden haber sido bilingües dominantes del inglés desde principios de la década de 1880 en adelante ". [32]El sentimiento antialemán durante las guerras aceleró la "americanización" de la iglesia y causó que muchas iglesias agregaran servicios en inglés y, en algunos casos, abandonaran por completo los servicios alemanes. Durante los años de transición lingüística, la membresía del Sínodo continuó creciendo, hasta 1947, el Sínodo había crecido a más de 1.5 millones de miembros.
Durante este tiempo, la LCMS expandió sus esfuerzos misioneros a través de la creación de su propia estación de radio, KFUO (AM) (1923) y su propio programa de radio internacional, The Lutheran Hour (1930). Varios años después, el sínodo comenzó a emitir su propio drama televisivo: "This Is the Life" (1952).
En 1947, el cuerpo eclesiástico acortó su nombre de "El Sínodo Evangélico Luterano de Missouri, Ohio y otros Estados" a su actual, el Sínodo de la Iglesia Luterana-Misuri. El 1 de enero de 1964, la Iglesia Luterana Evangélica Nacional, una iglesia luterana históricamente finlandesa-estadounidense, se fusionó con la LCMS. En 1971, el Sínodo de las Iglesias Evangélicas Luteranas, una iglesia históricamente eslovaca-estadounidense, también se fusionó con la LCMS, formando el Distrito SELC.
A partir de la década de 1950, la LCMS se convirtió en algo más amigable con los cuerpos luteranos más liberales, a pesar de la oposición de los otros miembros de la Conferencia sinodal. Esto culminó con la ruptura de la Conferencia sinodal en 1963. Seis años más tarde, la LCMS formó el Consejo Luterano en los Estados Unidos de América (LCUSA) con varios cuerpos luteranos de moderados a liberales.
Sin embargo, con la elección de JAO Preus II como su presidente en 1969, la LCMS comenzó un giro brusco hacia una dirección más conservadora. Una disputa sobre el uso del método histórico-crítico para la interpretación bíblica llevó a la suspensión de John Tietjen como presidente del Seminario Concordia ; en respuesta, muchos de los profesores y estudiantes abandonaron el seminario y formaron Seminex (Concordia Seminary in Exile), que se estableció en el cercano Seminario Teológico Eden en los suburbios de St. Louis. En 1976, aproximadamente 250 de las congregaciones que apoyaban a Seminex abandonaron el Sínodo para formar la Asociación de Iglesias Evangélicas Luteranas, que se convirtió en parte de la Iglesia Evangélica Luterana en América en 1988. La LCMS se retiró de la LCUSA poco después del cisma de AELC, solo unos pocos años después de la formación de la organización. Toda la controversia marcó una instancia de un cuerpo religioso conservador resistencia al cambio teológica en lugar de incorporar sus principios, algo relativamente raro entre las entidades religiosas estadounidenses, con el único otro escenario análogo siendo el resurgimiento fundamentalista de la Convención Bautista del Sur desde los tardíos años 70 hasta principios de los 90.

## Prácticas
El culto y la música	
La constitución original del Sínodo de Misuri declaró que uno de sus propósitos es esforzarse por lograr la uniformidad en la práctica, mientras que los cambios más recientes en esos documentos también fomentan una diversidad responsable y doctrinalmente sólida. El sínodo requiere que los himnos, canciones, liturgias y prácticas estén en armonía con la Biblia y el Libro de la Concordia. La adoración en las congregaciones del Sínodo de Misuri se considera generalmente como ortodoxa y litúrgica, utilizando un orden impreso de servicio e himnario, y suele ir acompañada de un órgano de tubos o un piano. Los contenidos de himnos de la LCMS del pasado, como el himnario luterano y la adoración luterana, y los de su más reciente libro de servicios luteranos, el libro de servicios luteranos, destacan la firme postura del sínodo hacia los estilos más tradicionales de himnodia y liturgia. Los luteranos más tradicionales de la LCMS apuntan a las Confesiones Luteranas en su defensa del culto litúrgico.
Hacia las últimas partes del siglo XX y hasta el presente, muchas congregaciones han adoptado un estilo de adoración más progresivo, empleando diferentes estilos como la música cristiana contemporánea con guitarras y bandas de alabanza y, a menudo, proyectan letras de canciones en pantallas en lugar de utilizar himnarios. Si bien este cambio en el estilo desafía el tradicionalismo de himnarios que la LCMS sostiene fuertemente, la LCMS ha publicado una declaración sobre la adoración que admite que, "la mejor de las tradiciones musicales, tanto antiguas como modernas, son aceptadas por la iglesia luterana en su adoración, con Un énfasis en el canto congregacional, reforzado por el coro ".